# Бенешть (Бакеу)
Бенешть, Бенешті (рум. Benești) — село у повіті Бакеу в Румунії. Входить до складу комуни Стенішешть.
Село розташоване на відстані 235 км на північний схід від Бухареста, 39 км на південний схід від Бакеу, 90 км на південь від Ясс, 117 км на північний захід від Галаца.

## Населення
За даними перепису населення 2002 року у селі проживали 364 особи, усі — румуни. Усі жителі села рідною мовою назвали румунську.